# Legenda o świętym Aleksym
Legenda o świętym Aleksym – średniowieczny utwór o charakterze hagiograficznym, wykorzystywany jako przykład dawnego języka polskiego. Najstarsza zapisana wersja pochodzi z XV wieku. Zabytek polskiej wersji utworu przechowywany jest obecnie w Bibliotece Jagiellońskiej w Krakowie. Postać głównego bohatera zyskała sławę w Europie Zachodniej, gdzie jego kult został przeszczepiony z Bizancjum. Wyrazem tej popularności jest istnienie wierszowanych wersji legendy w wielu językach, np. w starofrancuskim i włoskim.
Legenda przedstawia historię ascety, który całe życie poświęcił Bogu, żyjąc w bólu, smutku i niedoli.
Pełny tekst:  Legendy o świętym Aleksym  w Wikiźródłach 

  Pobierz jako: EPUB   • PDF   • MOBI  